# Metalocerus lonnbergi
Metalocerus lonnbergi är en skalbaggsart som beskrevs av Aurivillius 1913. Metalocerus lonnbergi ingår i släktet Metalocerus och familjen långhorningar.
Artens utbredningsområde är Kenya. Inga underarter finns listade i Catalogue of Life.